# Kolonia (biologia)

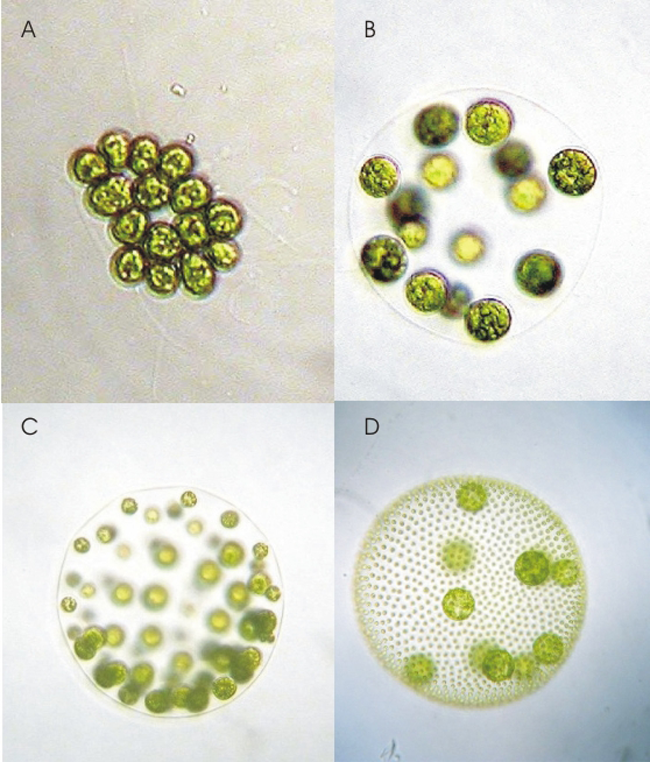
Różne stopnie kolonijności u toczkowców

Kolonia – forma współżycia organizmów (ekologia), np. kolonia lęgowa lub forma życiowa organizmów (morfologia, fizjologia) polegająca na tworzeniu przez poszczególne osobniki związku funkcjonującego jak odrębny osobnik. W kolonii poszczególne osobniki (moduły), choć żyją w skupieniach, zachowują pewną autonomiczność i funkcjonują jako niezależne organizmy. Stopień odrębności osobników może być różny od bardzo luźnego, gdy poszczególne osobniki są identyczne i mogą oddzielać się od kolonii (np. u chrookowców), do tak ścisłego, że poszczególne osobniki pełnią funkcję narządów i trudno rozstrzygnąć, czy taki twór jest kolonią, czy pojedynczym organizmem (np. u żeglarza portugalskiego albo toczka). W przypadku glonów za moduły uznawane są poszczególne komórki. Kolonie glonów mogą mieć kształty prostych (drgalnica) bądź rozgałęzionych nici, kul (gromadnica), płaskich dywaników (Scenedesmus) itp. U zwierząt tworzących kolonie (gąbki, parzydełkowce, mszywioły, graptolity) poszczególne moduły, połączone wspólnym ciałem, czyli stolonem, bywają nazywane zooidami.
Tworzenie skupień komórek może być rodzajem cyklomorfozy. Zapewne kolonie organizmów jednokomórkowych dały początek organizmom wielokomórkowym (takim jak gąbki lub wielokomórkowe glony).
Terminologia dotycząca kolonii jest nie do końca ustalona. Szczególnie nieprzystające są do siebie określenia stosowane w zoologii i botanice. Także nieścisłe są relacje i granice między ujęciem ekologicznym a fizjologicznym (pojęcie superorganizmu). Zdarza się, że pojęcia stosowane przez jednych naukowców są stosowane przez innych w innym znaczeniu (np. termin cenobium).
Jeden z systemów terminologicznych stosowanych w fykologii:
- Cenobium – zbiór spokrewnionych komórek (powstałych z jednej komórki macierzystej) połączonych galaretą lub otoczonych wspólną ścianą (ścianą komórki macierzystej). Komórki te są równowartościowe, niezróżnicowane lub zróżnicowane słabo (np. najbardziej zewnętrzne komórki Scenedesmus mają kolce). Śmierć jednej z komórek nie ma wpływu na pozostałe. Sinice Chroococcales, okrzemki Fragilaria, Asterionella, zielenice Scenedesmus.
  - Prymitywna nić – cenobium o kształcie nici, w którym poszczególne komórki mają odrębne ściany komórkowe i mogą bez problemu odłączać się od nici. Zielenice sprzężnice, np. skrętnica (Spirogyra).
- Agregat, czyli skupienie komórek – zbiór komórek (często siostrzanych), które początkowo funkcjonowały osobno, po czym łączą się tracąc częściowo samodzielność (np. odrzucając wici). Komórki są równocenne, śmierć jednej nie ma wpływu na całość kolonii. Zielenice chlorokokowe, np. gwiazdoszek (Pediastrum).
- Kolonia – zbiór komórek równowartościowych, które tworzą funkcjonalną całość tak, że śmierć pojedynczej komórki narusza jej funkcjonowanie. Zielenice toczkowce, np. gromadnica (Pandorina).

W tym systemie zbiór komórek nierównowartościowych, np. u toczka (Volvox) jest traktowany jako plecha wielokomórkowego osobnika.
Według innych kolonią są różne niecharakterystyczne ugrupowania komórek połączonych w rozmaity sposób (najczęściej przy pomocy galaretowaciejących błon komórkowych komórek macierzystych) i w nieustalonej sztywno liczbie (np. Chroococcales, okrzemki, niektóre Chlorellaceae), a cechą cenobium jest jego charakterystyczny układ i powstawanie jeszcze w obrębie komórki macierzystej (np. Scenedesmaceae, toczkowce), przy czym cenobia przy pomocy substancji galaretowatych (otoczki) lub sztywnych (styliki) nie mogą się łączyć w syncenobia.